# Gornji Hrastovac
Gornji Hrastovac är ett samhälle i Kroatien.   Det ligger i länet Moslavina, i den östra delen av landet, 70 km sydost om huvudstaden Zagreb. Gornji Hrastovac ligger 142 meter över havet och antalet invånare är 210.
Terrängen runt Gornji Hrastovac är platt. Runt Gornji Hrastovac är det ganska tätbefolkat, med 72 invånare per kvadratkilometer. Närmaste större samhälle är Sunja, 7,0 km norr om Gornji Hrastovac. I omgivningarna runt Gornji Hrastovac växer i huvudsak lövfällande lövskog.